# 卡雷尔·马索普斯特
卡雷尔·马索普斯特（捷克語：Karel Masopust，1942年10月4日—2019年5月25日），捷克男子冰球运动员。他曾代表捷克斯洛伐克国家队参加1968年冬季奥林匹克运动会冰球比赛，获得一枚银牌。